# 大野幸一 (コンサルタント)
大野 幸一（おおの こういち、1975年2月25日 -Ｂ型 ）は東京都板橋区向原出身のコンサルタント。

## 人物
- 東京都向原小学校、向原中学校在籍中に東京都バスケット大会で優勝。
- 広島県広島私立山陽高等学校入学後、初心者からソフトテニス始め全国高等学校選抜大会でベスト8、全国高等学校総合体育大会ソフトテニス競技大会でベスト8入賞。
- 法政大学法学部政治学科入学。テニスを続け東京六大学ソフトテニス選手権大会で優勝を4回果たし、新人賞受賞・優秀選手賞（MVP）を2回獲得。
- 2000年、大学卒業後父の経営する会社鳶大野で勤める。
- 2007年、姉の北林利江（旧姓：大野利江）が開発したオリジナル化粧品を販売する「シャレコ株式会社」に入社。
- 2013年、まごころマーケティングの第一人者としてビジネスコンサルタント会社「ゆびきりげんまん」設立。

## 主な受賞歴
- モニプラファンサイト・オブ・ザ・イヤー金賞（2009年、2010年、2011年）3年連続（殿堂入り）

## 著書
- 『バカだから「結果」を出すしかなかった!』（2014年1月、ごま書房新社）ISBN 978-4341085759